# Exmouth (Australië)
Exmouth is een plaats aan de golf van Exmouth in de regio Gascoyne in West-Australië. Het ligt 1.264 kilometer ten noorden van Perth, 539 kilometer ten zuidwesten van Karratha en 366 kilometer ten noorden van Carnarvon. In 2021 telde Exmouth 2.806 inwoners tegenover 1.844 in 2006.

## Geschiedenis
Voor de Europeanen de West-Australische kust ontdekten leefden de Yinigudura Aborigines reeds in de streek. De oudste overblijfselen van hun bestaan zijn 35.000 jaar oud. Een kralenketting die door archeologen gevonden werd in de Mandu Mandu Creek Rock-Shelter nabij Exmouth en is ongeveer 32.000 jaar oud.
De Nederlandse ontdekkingsreizigers Haevik Claeszoon von Hillegom en Pieter Dirkszoon waren de eerste Europeanen die, vanop hun schip de Zeewolf, de Noordwestkaap aanschouwden. Op 31 juli 1618 gingen Willem Jansz en kapitein Jacobsz van het schip Mauritius er voor het eerst aan land. Willem de Vlamingh bracht in 1696 de landtong die naar hem vernoemd werd in kaart toen hij de westkust van Australië verkende. Phillip Parker King verkende de golf van Exmouth in februari 1818 en vernoemde de golf naar Edward Pellew, de eerste burggraaf van Exmouth. Hij benoemde ook kaap North West. In de 19e eeuw werd het schiereiland kaap North West geregeld bezocht door parelduikers uit Broome In december 1875 vernielde een orkaan die over de golf van Exmouth raasde een vloot parelduikers uit Port Hedland. Negenenvijftig mensen lieten daarbij het leven.

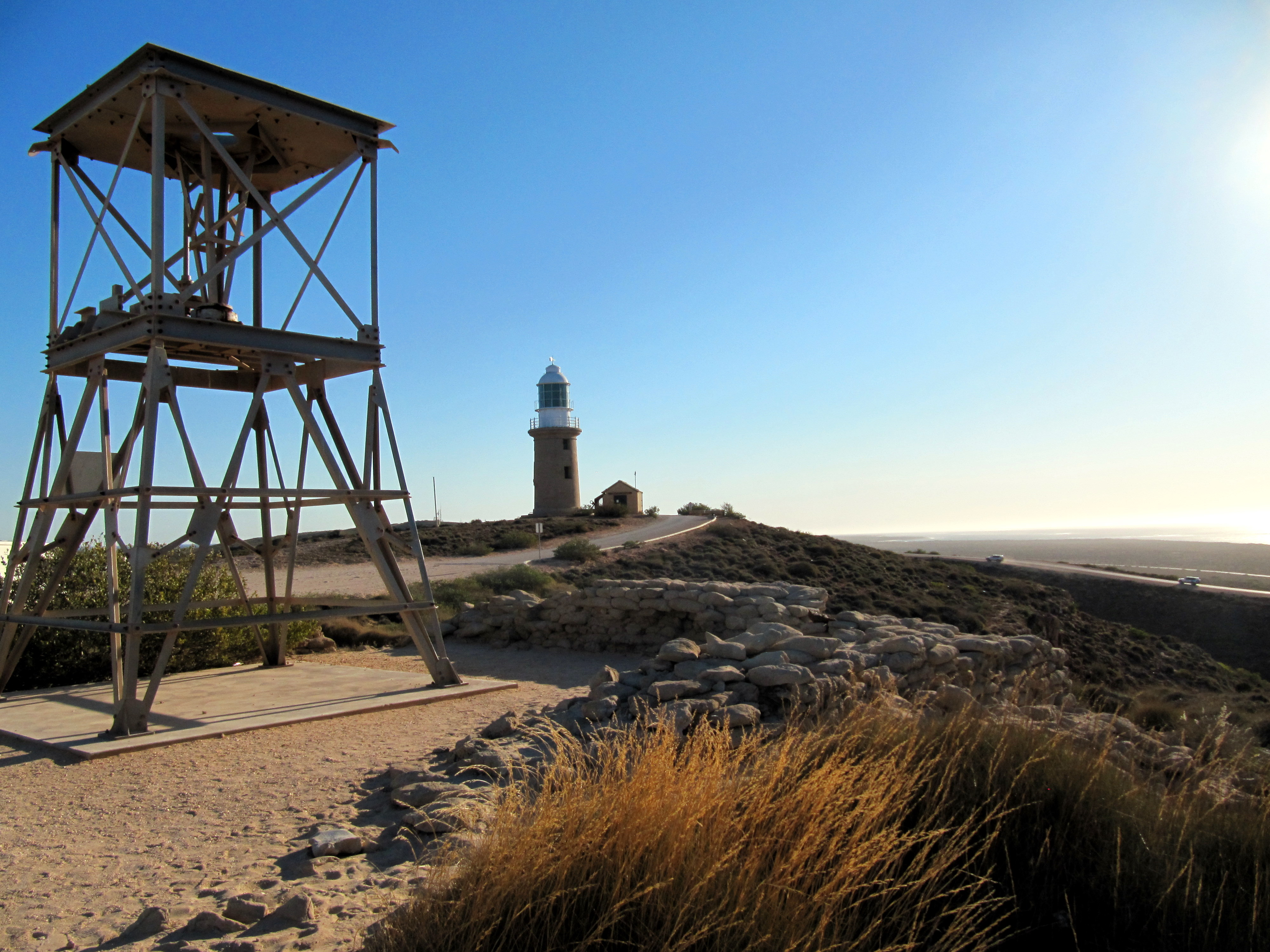
Vlaming Head-vuurtoren

In 1907 werd een onderzoeksraad opgericht om na te gaan waar men best vuurtorens zou bouwen om de gevaarlijke noordwestkust veiliger voor het scheepsverkeer te maken. Er werden vier sites aangeduid. Vlaming Head maakte er geen deel van uit. Nadat het schip SS Mildura dat jaar bij de Noordwestkaap verging werd er een vijfde site aan toegevoegd. In 1912 werd de Vlaming Head-vuurtoren in bedrijf genomen. De vuurtoren was in bedrijf tot 1969 waarna haar taak werd overgedragen aan Toren 11 van de US Naval Communications VLF site op Point Murat. In 1976 werd de vuurtoren geclassificeerd door de National Trust.
Tijdens de Tweede Wereldoorlog werd in het kader van operatie Pot-Shot de Learmonth-startbaan aangelegd op de Noordwestkaap en werd begonnen met de bouw van een Amerikaanse onderhoudsbasis voor onderzeeërs. De zware deining in de golf van Exmouth en Japanse bombardementen deden besluiten af te zien van de verdere uitbouw van de basis. De basis bleef wel gebruikt worden als een bevoorradingspunt voor onderzeeërs. In 1944 werd een High Frequency Direction Finding (HFDF) station opgericht nabij de Vlaming Head-vuurtoren. In 1945 werd het station volledig vernield door een orkaan. Ook de andere installaties van de basis werden beschadigd.
In september 1960 bezocht een team van de US Navy West-Australië op zoek naar een geschikte plek voor een communicatiestation. In 1961 werd de Noordwestkaap verkozen als de plaats voor de bouw van het communicatiestation en in 1963 werd begonnen met de bouw van de Harold E. Holt US Naval Communication Station. Het station werd vernoemd naar de voormalige eerste minister van Australië Harold E. Holt. Het plaatsje Exmouth werd gesticht als residentieel en dienstencentrum voor het personeel van het communicatiestation. In de jaren 1960 bereikte het bevolkingsaantal van Exmouth een hoogtepunt met meer dan 4000 inwoners. Vanaf 1 januari 1975 werd het communicatiestation een gezamenlijke Australisch-Amerikaanse operatie. Er werkten toen ongeveer 600 mensen. In 1992 werd het gezag over het station van de US Navy overgedragen op de RAN. In 1996 verliet de RAN de basis en werd een burgerlijke aannemer aangeduid om het station te beheren. De US Navy trok al haar personeel terug in 2002 en sindsdien beheert het bedrijf Raytheon Australia de basis volledig.
In april 1979 werd de Learmonth Solar Observatory (LSO) geopend 34 kilometer ten zuiden van Exmouth. Het observatorium wordt gezamenlijk beheerd door het Australian Bureau of Meteorology en de United States Air Force Weather Agency (AFWA). Het observatorium maakt deel uit van een wereldwijd netwerk dat de zonneactiviteit vierentwintig uur per dag monitort. Een aantal nationale en internationale experimenten maken gebruik van de LSO waaronder de Global Oscillation Network Group (GONG) die onderzoek naar het binnenste van de zon doet gebruik makend van helioseismologie.
In 1999 werd Exmouth zwaar beschadigd door de orkaan Vance. Er werd toen een windsnelheid van 267 kilometer per uur gemeten door het Learmonth Meteorological Office. In april 2014 kreeg Exmouth een zware overstroming te verduren. Er viel meer dan 250 mm regen op twee dagen. Als bij wonder vielen er geen doden te betreuren.

## Economie
Sinds de Australische en Amerikaanse marines zich uit Exmouth hebben terug getrokken leeft het plaatsje overwegend van het toerisme. De toeristen worden aangetrokken door de Ningaloo-kust en het nationaal park Cape Range. De (verdere) ontwikkeling van andere vormen van economische bedrijvigheid zoals kalksteenwinning, visserij en de bevoorrading van offshore gas- en oliewinningsbedrijven worden bestudeerd maar krijgen tegenwind van de milieubeweging Protect Ningaloo.

### Toerisme
- Nationaal park Cape Range :[17][6][18]

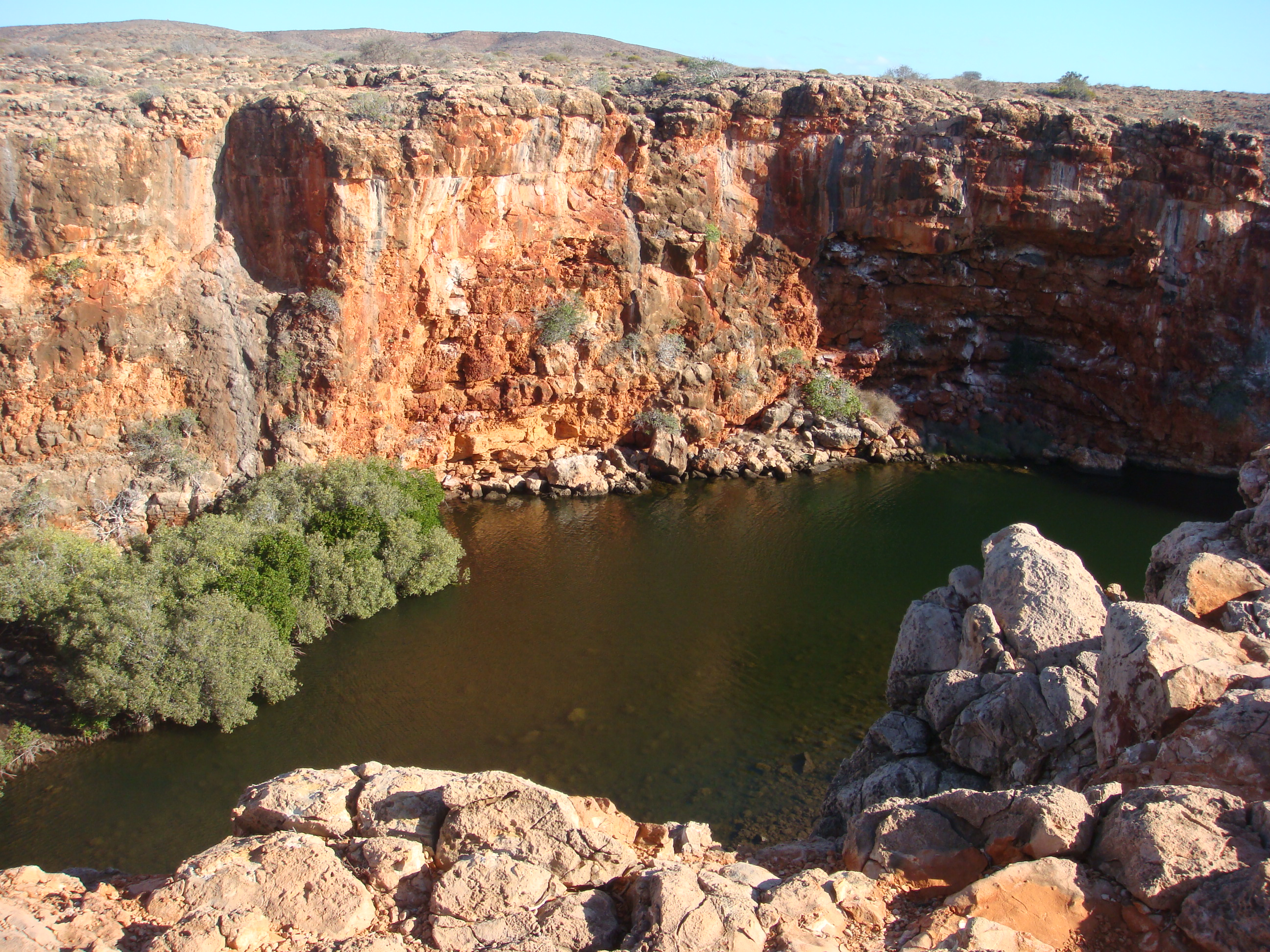
Yardie Creek-kloof

  - In het Milyering Discovery Centre zijn boeken en brochures over het nationaal park en informatie over wandelingen te verkrijgen.
  - Turquoise Bay is een geschikte plaats om over het Ningaloorif te snorkelen. Er leven meer dan 475 vissoorten.
  - De monding van de Yardie Creek is een kloof waar men rotskangeroes kan waarnemen.
  - De Shothole Canyon en Charles Knife Canyon hebben picknick- en/of parkeerplaatsen vanwaar korte wandelingen kunnen gedaan worden naar uitkijkpunten.
  - Vlaming Head is een uitkijkpunt over de golf van Exmouth. Er staan restanten van een radiostation uit WOII, een vuurtoren en allerlei informatieborden.
- Het Jurabi Turtle Centre is een informatief centrum over de schildpadden die in het Ningaloo Marine Park leven. Van november tot maart vertrekken er excursies vanuit het centrum.
- Het wrak van de SS Mildura is te bezichtigen vanop het uiterste punt van kaap North West.
- Vanuit de Mangrove Bay Bird Hide kan men watervogels spotten.
- Aan de Krait & Potshot Memorials staan informatieborden over de militaire operaties vanop kaap North West tijdens de Tweede Wereldoorlog.

## Klimaat
Exmouth heeft een steppeklimaat.
| Maand                                  | jan  | feb  | mrt  | apr  | mei  | jun  | jul  | aug  | sep  | okt  | nov  | dec  | Jaar  |
| -------------------------------------- | ---- | ---- | ---- | ---- | ---- | ---- | ---- | ---- | ---- | ---- | ---- | ---- | ----- |
| Gemiddeld maximum (°C)                 | 38,0 | 37,6 | 36,5 | 33,3 | 28,5 | 24,8 | 24,3 | 26,4 | 29,4 | 32,8 | 34,6 | 36,9 | 31,9  |
| Gemiddeld minimum (°C)                 | 23,1 | 24,1 | 23,0 | 20,4 | 16,1 | 13,1 | 11,4 | 12,1 | 13,8 | 16,4 | 18,5 | 20,9 | 17,7  |
|                                        |      |      |      |      |      |      |      |      |      |      |      |      |       |
| Neerslag (mm)                          | 30,5 | 40,3 | 40,8 | 17,6 | 42,2 | 43,2 | 22,0 | 11,4 | 2,1  | 1,6  | 1,8  | 6,0  | 259,5 |
| Regendagen (dag)                       | 1,5  | 2,1  | 1,6  | 1,0  | 2,4  | 3,1  | 2,3  | 1,1  | 0,4  | 0,2  | 0,2  | 0,4  | 16,3  |
| Relatieve luchtvochtigheid (%)         | 33   | 39   | 35   | 36   | 40   | 45   | 41   | 35   | 28   | 25   | 27   | 29   | 34,4  |
| Bron: Australian Bureau of Meteorology |      |      |      |      |      |      |      |      |      |      |      |      |       |